# میکووای رزنرسکی
میکووای رُزنرسکی (لهستانی: Mikołaj Roznerski؛ زادهٔ ۶ دسامبر ۱۹۸۳) بازیگر اهل لهستان است.
از فیلم‌ها یا مجموعه‌های تلویزیونی که وی در آن‌ها نقش داشته‌است، می‌توان به عشق اول، جهان به روایت خانواده کیپسکی، در خوشی و سختی، ۳۹ و نیم، پدر متیو، دهن‌به‌دهن، کمیسر آلکس، در خیابان سپولنی، ع چون عشق، یک خانواده لهستانی، قانون حقیقی، مجرد، فرصت دوباره، اوشیتسکا و کربلا اشاره نمود.